# 绒毛头状花耳草
绒毛头状花耳草（学名：Hedyotis capitellata var. mollissima）为茜草科耳草属下的一个变种。

## 扩展阅读
- 維基物種上的相關：绒毛头状花耳草